# NGC 7162
NGC 7162 é uma galáxia espiral (Sc) localizada na direcção da constelação de Grus. Possui uma declinação de -43° 18' 16" e uma ascensão recta de 21 horas, 59 minutos e 38,8 segundos.
A galáxia NGC 7162 foi descoberta em 5 de Setembro de 1834 por John Herschel.